# Józef Szajna
Józef Szajna (ur. 13 marca 1922 w Rzeszowie, zm. 24 czerwca 2008 w Warszawie) – polski malarz, scenograf, reżyser, profesor Akademii Sztuk Pięknych w Warszawie. W czasie II wojny światowej więzień niemieckich obozów KL Auschwitz i Buchenwaldu.

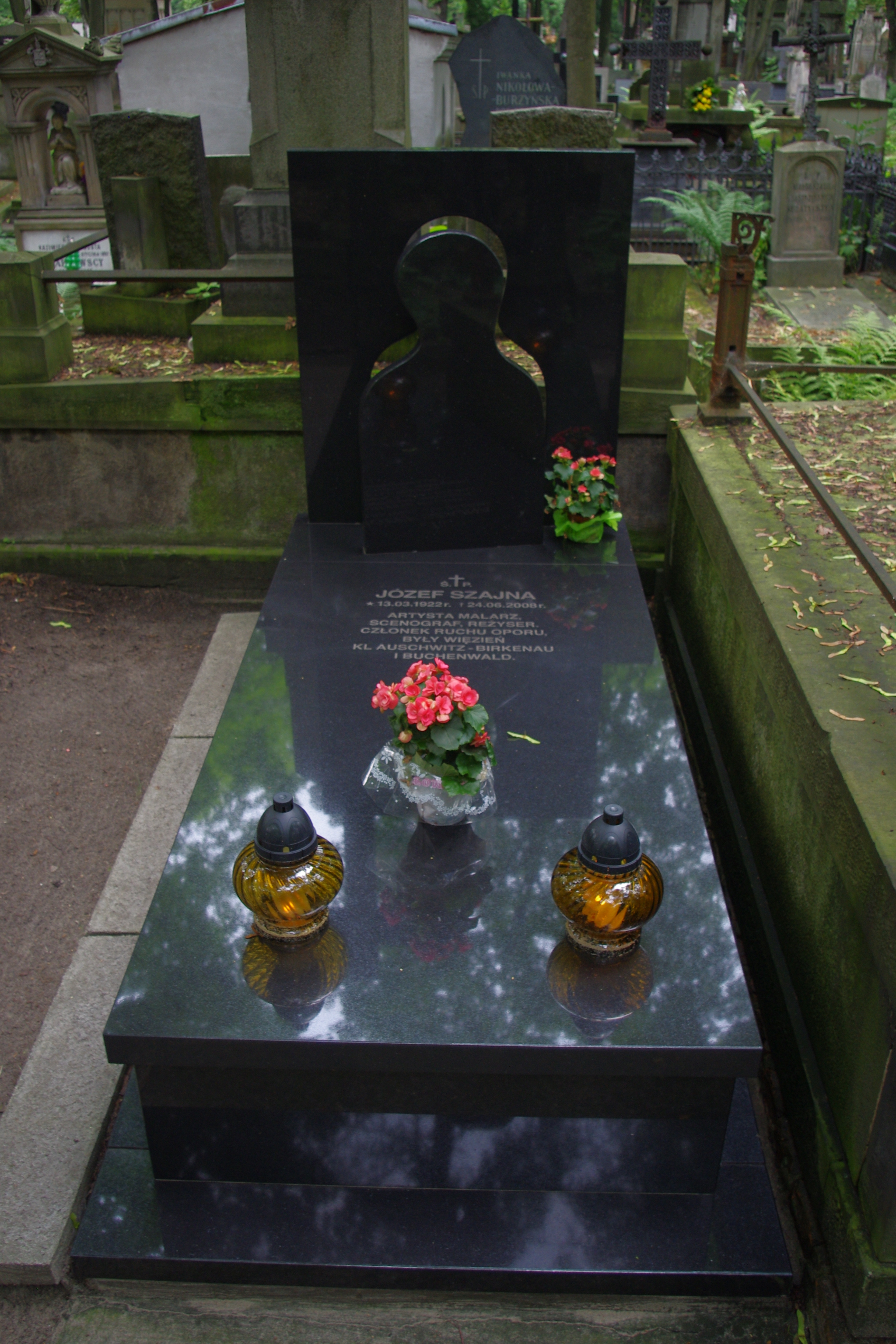
Grób Józefa Szajny

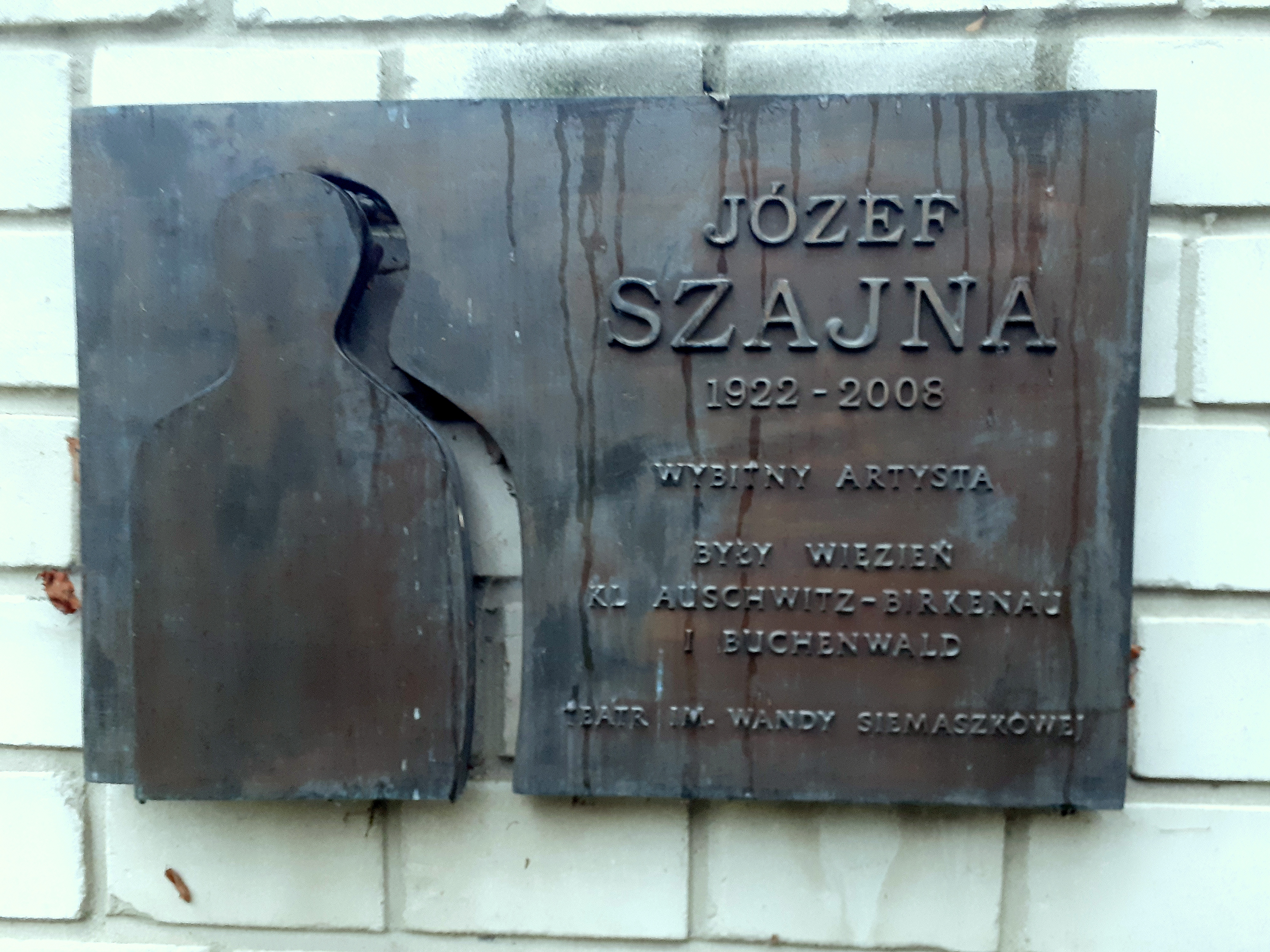
Tablica upamiętniająca Józefa Szajnę na Starym Cmentarzu w Rzeszowie

## Życiorys
Urodził się w spolonizowanej od kilku stuleci rodzinie włoskiego lub niemieckiego pochodzenia, jako jeden z trzech synów kolejowego maszynisty Juliana Szajny i jego żony Karoliny z Pieniążków.
W okresie okupacji niemieckiej był uczestnikiem ruchu oporu, działając w Związku Walki Zbrojnej. Aresztowany trafił do obozu koncentracyjnego KL Auschwitz, a później do Buchenwaldu, był więźniem Karnej Kompanii. Przeżycia obozowe znalazły swe odbicie w twórczości. Jego twórczość to malarstwo połączone z asamblażem i kolażem, której treścią jest zagłada, zniszczenie i przemijanie.
Maturę zdał wiosną 1947 roku w polskim liceum w Maczkowie w polskiej strefie okupacyjnej w Niemczech, którego dyrektorem był Tadeusz Nowakowski. Studiował w krakowskiej ASP, dyplom z grafiki otrzymując w 1952 roku, zaś dyplom ze scenografii w 1953 roku. W latach 1955–1966 był współzałożycielem, dyrektorem, dyrektorem artystycznym Teatru Ludowego w Krakowie, gdzie jego twórczość plastyczna w wyraźny sposób wpływała na kształt przedstawień (m.in. Rewizor M. Gogola, Księżniczka Turandot C. Gozziego, Myszy i ludzie według J. Steinbecka, Dziady A. Mickiewicza). Należał do PZPR. W 1972 roku założył Warszawskie Centrum Sztuki „Studio”. Opracował scenografię i reżyserował wiele przedstawień teatralnych w kraju i za granicą. Jego prace były i są wystawiane w wielu miastach Polski i na licznych wystawach światowych.
Szajna współpracował także z teatrami we Francji (Nicea, 1968; Nancy, 1973; Paryż, 1980), Anglii (Sheffield, 1970; Richard Demarco Gallery w Edynburgu, 1972), Szwecji (Göteborg, 1971), Włoszech (Teatro della Pergola we Florencji, 1971), Holandii (Teaterun de Brakke Grond w Amsterdamie, 1977), Niemczech (Forum Theater w Berlinie, 1974; ), Chorwacji (Gradsko Kazalište Marina Držića w Dubrowniku, 1981), Izraelu (Teatr Habima, 1986), Egipcie, Turcji (Stambuł, 1984), Portugalii i Hiszpanii. 
Był członkiem międzynarodowych stowarzyszeń artystów, członkiem włoskiej Akademii Sztuki i Pracy, przewodniczącym Stowarzyszenia Kultury Europejskiej, honorowym członkiem Association Internationale des Arts Plastiques, oraz członkiem Międzynarodowej Rady Oświęcimskiej. W 50. rocznicę wyzwolenia Auschwitz koordynował pracami nad wystawą stanowiącą hołd dla ofiar nazizmu. W latach 1988–1990 członek Rady Ochrony Pamięci Walk i Męczeństwa.
Pod koniec życia artysta mocniej związał się z rodzinnym Rzeszowem, w Teatrze im. Wandy Siemaszkowej wystawił spektakl Déballage (Rozpakowanie, 1997), a ponadto przekazał swoje prace do nowo powstałej przy Teatrze Szajna Galerii. W latach 2002–2004 był wykładowcą Wyższej Szkoły Informatyki i Zarządzania w Rzeszowie, prowadził zajęcia między innymi z wiedzy o teatrze i sztukach plastycznych. Był bardzo cenionym i lubianym wykładowcą. 
Zmarł 24 czerwca 2008 roku w Warszawie, pochowany na cmentarzu Powązkowskim (kwatera 14-3-11).

## Ordery i odznaczenia
- Krzyż Wielki Orderu Odrodzenia Polski (1997)[10]
- Krzyż Komandorski z Gwiazdą Orderu Odrodzenia Polski (1992)
- Krzyż Komandorski Orderu Odrodzenia Polski (1979)[4]
- Krzyż Kawalerski Orderu Odrodzenia Polski (1972)
- Order Sztandaru Pracy I klasy
- Krzyż Oświęcimski (1985)[11]
- Medal 30-lecia Polski Ludowej (1975)
- Medal 40-lecia Polski Ludowej (1984)
- Złoty Medal „Zasłużony Kulturze Gloria Artis” (2005)[12][13]
- Odznaka tytułu honorowego „Zasłużony dla Kultury Narodowej” (1986)[14]
- Odznaka „Zasłużony Działacz Kultury” (1975)
- Odznaka honorowa „Zasłużony dla Województwa Podkarpackiego”[15]
- Złota Odznaka honorowa „Za Zasługi dla Warszawy”[4]
- Złota Odznaka Miasta Krakowa (1965)
- Złota Odznaka ZPAP (1975)
- Odznaka Honorowa ZAiKS-u (1993)[16]
- Odznaka „Budowniczy Nowej Huty” (1959)

Źródło:.

## Nagrody i wyróżnienia
- Nagroda Artystyczna Nowej Huty (1956)
- Nagroda im. Boy'a Klubu Krytyki Teatralnej za działalność artystyczną w Teatrze Ludowym w Nowej Hucie (1957)
- Nagroda im. Tadeusza Boya-Żeleńskiego Klubu Krytyki Teatralnej za działalność artystyczną w Teatrze Ludowym w Nowej Hucie (1957)
- Nagroda Artystyczna „Przeglądu Kulturalnego” za scenografie do sztuk wystawionych w Teatrze Ludowym w Nowej Hucie (1957)
- Nagroda Artystyczna „Przeglądu Kulturalnego” w dziedzinie plastyki za dekoracje do sztuk wystawionych w Teatrze Ludowym w Nowej Hucie (1958)
- Wyróżnienie w Teatrze Narodów w Paryżu (1958)
- Nagroda Artystyczna Nowej Huty (1959)
- Nagroda Ministra Kultury i Sztuki III stopnia za udział prac w wystawie scenograficznej „Polskie dzieło plastyczne w 15-leciu PRL” (1962)
- I nagroda Roku 1968 Galerii Arkady w Krakowie (1968)
- Plakietka z Melpomeną - nagroda TV Klubu Recenzentów - za reżyserię i scenografię przedstawienia Szkarłatny proch Seana O'Caseya w Teatrze Śląskim im. Stanisława Wyspiańskiego w Katowicach (1969)
- Nagroda III stopnia na Kaliskich Spotkaniach Teatralnych za inscenizację plastyczną w przedstawieniu Bolesław Śmiały w Teatrze Współczesnym im. Edmunda Wiercińskiego we Wrocławiu (1969)
- Nagroda Miasta Krakowa za upowszechnianie kultury (1971)
- Nagroda Ministra Kultury i Sztuki za nowatorstwo i poszukiwania inscenizacyjne oraz wybitne osiągnięcia w zakresie plastyki teatralnej (1971)
- Złoty Medal na Międzynarodowej Wystawie Scenografii „Quadriennale” (1971)
- I nagroda i Złoty Medal na IV Festiwalu Sztuki w Warszawie (1972)
- Dyplom Ministra Spraw Zagranicznych PRL Stefana Olszowskiego (1976)[4][17]
- Nagroda Specjalna za wizję plastyczną w przedstawieniu Cervantes w Teatrze Studio w Warszawie (1977)
- Nagroda Prezesa Rady Ministrów I stopnia za twórcze osiągnięcia artystyczne w dziedzinie teatru i plastyki scenicznej (1979)
- Akademik Złotego Medalu Accademia Italia delle Arti e del Lavoro (1981)
- Nagroda Trybuny Ludu za całokształt działalności artystycznej w dziedzinie teatru, za humanistyczne walory twórczości teatralnej (1982)[18]
- Złoty Cenatur - nagroda włoskiej Akademii Pracy i Sztuki w Salsomaggiore (1982)
- Dyplom Honorowy z okazji XXXV-lecia Międzynarodowego Instytutu Teatralnego w uznaniu wybitnych osiągnięć popularyzujących w świecie polską sztukę teatralną (1984)
- Vessillo Europeo delle Arti (Europejski Sztandar Sztuki) - nagroda Accademi d`Europa (1984)
- Oscar d`Italia - nagroda dla najwybitniejszych twórców współczesnego świata (1985)
- Statuetka Zwycięstwa - przyznana przez Ośrodek Studiów i Badań Narodów we Włoszech (1985)
- Dyplom Honorowy ITI za wybitne osiągnięcia w popularyzacji polskiej sztuki teatralnej za granicą w okresie 40-lecia (1985)
- Nagroda Miasta Stołecznego Warszawy (1987)
- Dyplom Ministra Spraw Zagranicznych za szczególne zasługi w propagowaniu polskiej kultury za granicą (1988)
- Nagroda Sekcji Krytyków Teatralnych PO ITI za popularyzację polskiego teatru na świecie (1992)[5]
- Złota Maska za autorski spektakl Ślady (1994)
- Nagroda Fundacji Alfreda Jurzykowskiego w Nowym Jorku (1995)
- Honorowy Obywatel Opola (1996)[19]
- Koryfeusz Scenografii Polskiej (1999)
- Nagroda Ministra Kultury za rok 2001 (2002)
- tytuł doktora honoris causa Uniwersytetu Śląskiego w Katowicach (2003)
- tytuł doktora honoris causa Uniwersytetu w Oldenburgu (2003)
- „Józef” - nagroda Specjalna w rzeszowskim plebiscycie na Człowieka Roku 2002 za całokształt twórczości (2003)
- Honorowy Obywatel Miasta Oświęcim (2006)
- tytuł doktora honoris causa Uniwersytetu Rzeszowskiego (2007)

Źródło:.

## Upamiętnienie
Pośmiertnie 6 lipca 2008 odsłonięto odcisk jego dłoni w brązie na Bursztynowej Promenadzie Gwiazd w Gdańsku.
W stulecie rocznicy urodzin profesora Szajny WSIiZ ogłosiło dla swoich studentów Biennale im. prof. Józefa Szajny, uruchomiona także została poświęcona mu strona internetowa.
5 maja 2023 miał premierę odcinek podcastu „Opowiedz im o Auschwitz” pt. W oczach miał śmierć. Opowieść o Józefie Szajnie. Przybliża on losy Szajny w obozach koncentracyjnych